# 田禾乡
田禾乡是中国陕西省安康市汉阴县下辖的一个乡。

## 行政区划
田禾乡下辖以下行政区：
田禾村、胜利村、庙梁村、响洞河村